# Georg Dientzenhofer

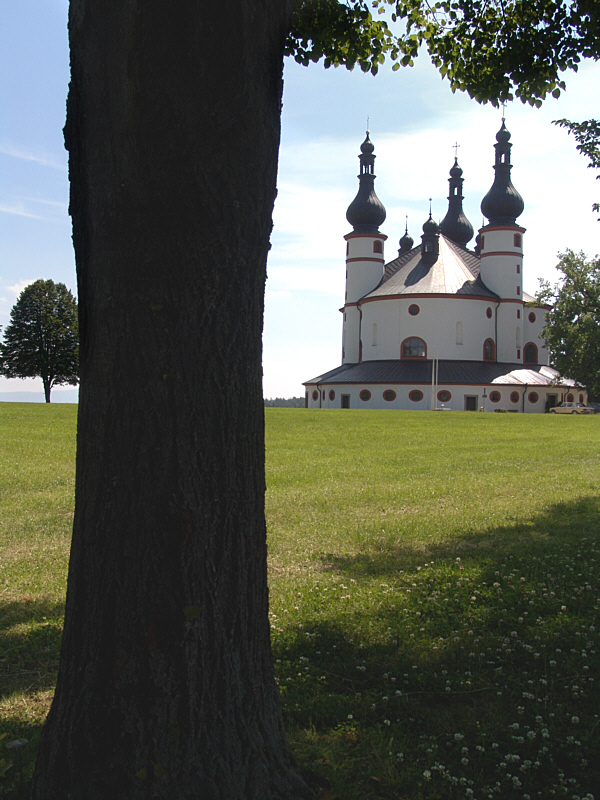
Kappl tras su restauración.

Georg Dientzenhofer (Oberulpoint (Bad Feilnbach), 1643 - Waldsassen, 2 de febrero de 1689) fue un arquitecto alemán.
Construyó varias iglesias, siendo su obra maestra el Kappl que fue restaurado en 2004.